# Ronald Kaoma Chitotela
Ronald Kaoma Chitotela (* 21. April 1972) ist ein sambischer Politiker der Patriotic Front (PF).

## Leben
Chitotela absolvierte ein Studium im Fach Betriebswirtschaftslehre mit dem Schwerpunkt Marketing, das er sowohl mit einem Bachelor of Business Administration (B.B.A. General) als auch einem B.B.A. Marketing abschloss, und war danach als Fachmann für Handel bei dem Unternehmen VAN-TEK in Kitwe tätig. Er wurde bei den Wahlen 2011 als Kandidat der Patriotic Front (PF) erstmals zum Mitglied der Nationalversammlung Sambias gewählt sowie bei der Wahl am 11. August 2016 wiedergewählt und vertritt den Wahlkreis Pambashe.
Nachdem er zwischen Februar und August 2016 Vize-Minister Jugend und Sport war, wurde er im August 2016 von Präsident Edgar Lungu zum Minister für öffentliche Arbeiten und Versorgung in dessen Kabinett berufen. Bereits zwei Monate später übernahm er im Oktober 2016 im Rahmen einer Regierungsumbildung das Amt des Ministers für Wohnungsbau und Infrastrukturentwicklung, während sein bisheriges Amt als Minister für öffentliche Arbeiten und Versorgung von Mathew Nkhuwa übernommen wurde.